# Amie ou ennemie
Amie ou ennemie est le 17e épisode de la saison 2 de la série télévisée Angel.

## Synopsis
Angel réintègre l'équipe mais travaille désormais, à sa demande, en tant qu'employé alors que Wesley dirige l'agence. Cordelia, qui a du mal à redonner sa confiance à Angel, a une vision qui envoie les membres de l'équipe enquêter. Restée seule, elle reçoit la visite d'Harmony, sans se douter que celle-ci est désormais une vampire. Elle l'invite chez elle et, pendant la nuit, Harmony a beaucoup de mal à réfréner son envie de mordre Cordelia. Celle-ci, se méprenant sur les intentions de son amie, croit qu'elle est désormais lesbienne et téléphone à Willow. Il s'ensuit un nouveau quiproquo mais Willow apprend à Cordelia qu'Harmony a été transformée en vampire. Angel et Wesley, prévenus à leur tour par Willow, vont chez Cordelia mais celle-ci leur défend de s'en prendre à Harmony, qu'elle considère toujours comme son amie. 
Le groupe continue son enquête à propos de la vision de Cordelia, ce qui les mène à une secte de vampires dirigée par un certain Doug Sanders. Guidés par Cordelia, les membres de l'équipe remontent la piste de cette secte, accompagnés d'Harmony. Wesley et Gunn partent en éclaireurs mais les vampires sont trop nombreux pour eux. Ils envoient donc Harmony infiltrer la secte. Harmony les fait ensuite entrer mais il s'avère qu'elle les a trahis et plusieurs vampires encerclent l'équipe. Refusant de se rendre, les membres d'Angel Investigations livrent un combat au cours duquel Cordelia se bat contre Harmony. Angel tue le chef de la secte et Cordelia, qui tient Harmony à sa merci, la laisse s'enfuir. Le lendemain, Angel se réconcilie définitivement avec Cordelia en lui achetant une nouvelle garde-robe.